# BMW M50

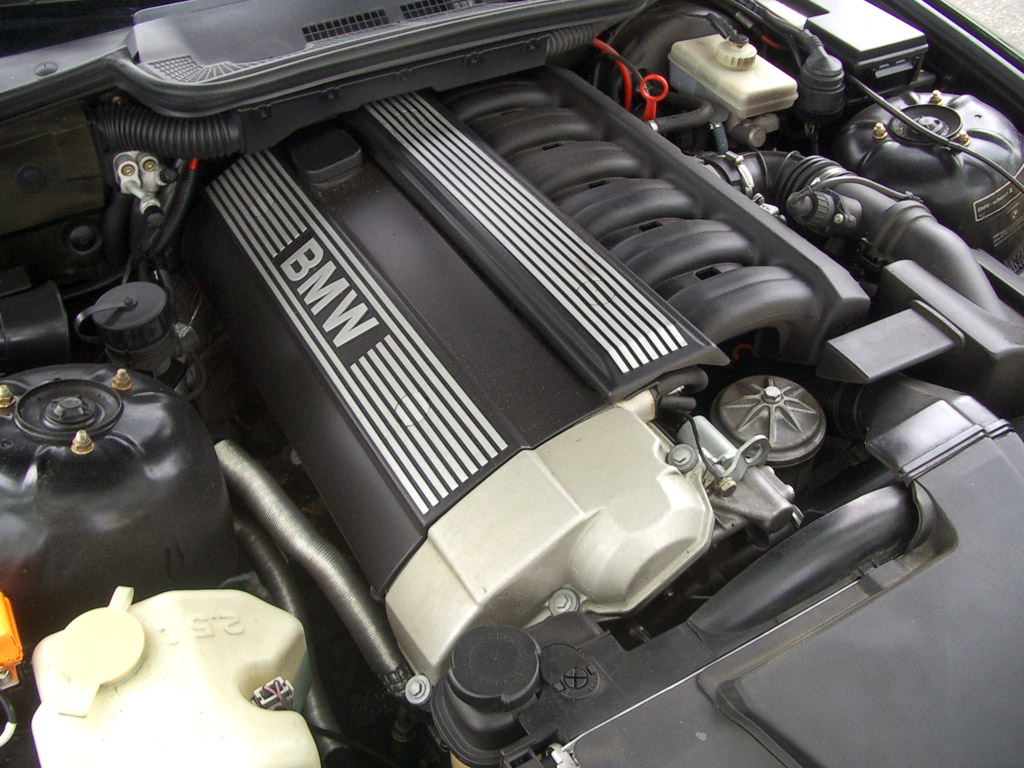
BMW M50引擎

BMW M50為德國寶馬公司生產的一系列直列六缸，自然吸氣，頂置雙凸輪軸（DOHC）汽油引擎，1990年投產，為M20系列引擎的換代產品。1996年，M50（除S50外）停產並被M52取代。
M50相比前代M20有較大改動，M20的單頂置凸輪軸（SOHC）被雙凸輪軸取代，每汽缸的氣門數量也增加到4個。缸體仍保持鑄鐵同時，缸蓋換為鋁合金製。 1992年M50全線更新為M50TU（TU為Techical Update的縮寫，技術升級之意），首次引入可變氣門正時（即BMW VANOS技術），以改善引擎在不同轉速時功率輸出表現，並減少油耗。
M50的競速版本為S50，裝備M3，Z3的M版本等跑車。S50的生產時間持續到1999年，此時基型M50早已全線停產。下一代產品S52(美規E36 M3使用)也遠不如S50成功，甚至BMW在開發後兩代的S54時仍選擇從S50基礎上研發。

## 型號
| 型號     | 排氣量                | 最高功率                | 最大扭矩                    | 紅線轉速 | 缸徑               | 衝程               | 壓縮比 | 年代 |
| -------- | --------------------- | ----------------------- | --------------------------- | -------- | ------------------ | ------------------ | ------ | ---- |
| M50B20   | 1,991 cc（121 cu in） | 110 kW（148 hp） @ 6000 | 190 N·m（140 lb·ft） @ 4700 | 6500     | 80 mm（3.1英寸）   | 66 mm（2.6英寸）   | 10.5:1 | 1990 |
| M50B20TU | 1,991 cc（121 cu in） | 110 kW（148 hp） @ 5900 | 190 N·m（140 lb·ft） @ 4200 | 6500     | 80 mm（3.1英寸）   | 66 mm（2.6英寸）   | 11.0:1 | 1993 |
| M50B24   | 2,394 cc（146 cu in） | 138 kW（185 hp） @ 5900 | 235 N·m（173 lb·ft） @ 4700 | 6550     | 84 mm（3.3英寸）   | 72 mm（2.8英寸）   |        | 1991 |
| M50B25   | 2,494 cc（152 cu in） | 141 kW（189 hp） @ 5900 | 245 N·m（181 lb·ft） @ 4700 | 6500     | 84 mm（3.3英寸）   | 75 mm（3.0英寸）   | 10.0:1 | 1990 |
| M50B25TU | 2,494 cc（152 cu in） | 141 kW（189 hp） @ 5900 | 245 N·m（181 lb·ft） @ 4200 | 6500     | 84 mm（3.3英寸）   | 75 mm（3.0英寸）   | 10.5:1 | 1993 |
| S50B30   | 2,990 cc（182 cu in） | 210 kW（282 hp） @ 7000 | 320 N·m（236 lb·ft） @ 3600 | 7280     | 86 mm（3.4英寸）   | 85.8 mm（3.4英寸） | 10.8:1 | 1992 |
| S50B30US | 2,990 cc（182 cu in） | 179 kW（240 hp） @ 6000 | 305 N·m（225 lb·ft） @ 4250 | 6500     | 86 mm（3.4英寸）   | 85.8 mm（3.4英寸） | 10.5:1 | 1993 |
| S50B32   | 3,201 cc（195 cu in） | 236 kW（316 hp） @ 7400 | 350 N·m（258 lb·ft） @ 3250 | 7600     | 86.4 mm（3.4英寸） | 91 mm（3.6英寸）   | 11.3:1 | 1995 |

### M50B20
M50B20投產與1990年，首次裝備E34型520i。其缸徑為80 mm（3.1英寸），衝程為66 mm（2.6英寸），排氣量1,991 cc（121 cu in），最大馬力110 kW（150 hp）.
裝備車型：
- 1990-1992 E34型 520i
- 1991-1992 E36型 320i

### M50B20TU
1993年投产，改进之处为进气凸轮轴采用可变气门正时（BMW VANOS）。其峰值功率转速为4200 rpm，比基型低500rpm。
装备车型：
- 1992-1994 E36型 320i
- 1992-1996 E34型 520i

### M50B24
排气量为2.4L，为基型M50B25縮短衝程而來。僅裝備泰國市場的BMW3系列的E36型BMW5系列E34型兩款車。

### M50B25
M50B25於1990年投產，首批裝備525i/525ix。其缸徑84 mm（3.3英寸），衝程75 mm（3.0英寸），排氣量2,494 cc（152 cu in）。最大功率為141 kW（192 PS；189 hp）（6000rpm），最大扭矩為245 N·m（181 lb·ft）（4700rpm）。
裝備車型：
- 1990-1992 E34型 525i/525ix
- 1991-1992 E36型 325i/325is

### M50B25TU
M50B25的中期改進版本，加裝了進氣凸輪軸可變正時（VANOS）。1993年投產，峰值功率提前至4200rpm。
裝備車型
- 1993-1995 E36型 325i/325is
- 1992-1996 E34型 525i/525ix

## S50
S50是從M50基礎上改進的高性能版本，由M部門負責研發。其技術脫胎於中期改進型M50，並有如下改進之處：
- 每汽缸都有獨立運動的油門片（Throttle Plates）
- 連續可變氣門正時（VANOS）
- 輕量化活塞
- 具石墨塗層的連桿
- 擴大進氣氣門面積
- 等長雙排氣管

### S50B30
S50B30是S50亞系列第一個投產的型號，排氣量2,990 cc（182 cu in） ，裝備E36型M3。在北美，E36型M3在生產了45台後即改用S50北美版，S50B30在其他市場繼續使用。引擎由博世美敦力公司（Motronic）提供的M3.3型ECU控制，並具備一個單獨的“VNC”裝置控制VANOS系統，使每一個氣門的開閉都能得到精確的調節。其缸徑86（3.4英寸），衝程86（3.4英寸），最大功率  210 kW（282 hp），壓縮比為10.8:1 1995年起生產的“M3 GT”版本更是進一步修改了凸輪軸，油底殼和機油泵浦，其最大功率可達216 kW（294 PS；290 hp） 。
裝備車型：
- 1992-1995 E36型 M3 (除北美外)

### S50B30US
S5050B30US相比S50B30削減了功率，其排氣量保持不變的同時，功率削減為240 hp（179 kW）。 引擎由M50TUB25獨立發展而來，相比基型修改了曲軸，連桿和活塞，並擴大了衝程以增大排氣量。機頭和M50TUB25保持一致，但其氣門和可變正時裝置進行精密的條件以滿足功率擴大的需要。
裝備車型
- E36型 M3（僅北美市場）

### S50B32
S50B32是S50B30的改進版本，投產與1996年，在北美以外的市場上市。其缸徑為86.4 mm（3.4英寸），衝程91 mm（3.6英寸），排氣量增加到3,201 cc（195 cu in）。 引擎控制模塊為西門子MSS50，首次加裝進排氣雙VANOS系統，VANOS系統控制亦由MSS50行車電腦完成。油底殼也重新設計，但較M3GT上的小，且裝備了雙重抽油裝置，以避免在高速過彎時單個抽油裝置無法抽取足夠機油的狀況。引擎最大功率上升為236 kW（321 PS；316 hp）壓縮比11.3:1。
裝備車型
- 1996-1999 E36型 M3（除北美外）
- 1996-1999 Z3 M coupe and M roadster（除北美外）